# PJ Masks – Pyjamahelden
PJ Masks – Pyjamahelden (Originaltitel: PJ Masks) ist eine britisch-französische animierte Serie, produziert von Entertainment One, Frog Box und TeamTO. Die Serie basiert auf der Buchreihe Les Pyjamasques des französischen Autors Romuald Racioppo. Die Serie wurde erst auf Disney Junior in den Vereinigten Staaten am 18. September 2015 gezeigt. In Deutschland wurde die Serie auf Disney Junior am 23. März 2016 ausgestrahlt. Eine zweite Staffel folgte im Jahr 2018.

## Handlung
Am Tag sind Connor, Amaya und Greg Klassenkameraden und Freunde. In der Nacht verwandeln sie sich in drei Helden in Pyjamas: Catboy, Eulette und Gecko.
Sie bekämpfen die drei Nachtschurken Nachtninja, Romeo und Lunagirl. In der zweiten Staffel kommen als neue Schurken die Wölfies dazu.

## Figuren
Connor/Catboy
Connor hat blaue Augen und braune Haare. Wenn er sich verwandelt, trägt er ein blaues Katzenkostüm mit Katzenohren und einem dünnen Schwanz. Er hat dann ein Supergehör, kann sehr hoch springen und mit Supergeschwindigkeit laufen. Außerdem hat er Angst vor Wasser. Manchmal kommentiert er seine eigenen Taten bei einer Mission. Er ist sehr impulsiv. Sein Fahrzeug ist der „Katzenflitzer“ (Cat Car), der sich im Mittelteil des PJ Masks Turms befindet. Sein Haustier ist eine Katze namens Connor.
Amaya/Eulette (Owlette)
Amaya hat braune Haare und Augen und trägt eine Brille. Nach ihrer Verwandlung trägt sie ein rotes Kostüm mit einem Cape, das wie Flügel geformt ist. Sie kann mit ihren Eulenaugen sehr gut sehen und mit ihrem Cape starken Wind erzeugen und fliegen. Ihr Fahrzeug ist der „Eulengleiter“, der sich im oberen Segment des Turms befindet. Sie besitzt eine Eule namens Birdie.
Greg/Gecko (Gekko)
Greg ist ein grünäugiger, blonder Junge. Sein Superheldenkostüm ist grün mit einem breiten Reptilienschwanz und Stacheln am Kopf. Er kann sich unsichtbar machen, bzw. farblich an sein Umfeld anpassen, superstark werden, an fast allen Oberflächen hinaufklettern oder sich so am Boden verankern, dass er z. B. Fahrzeuge stoppen kann. Sogar über Wasser kann er laufen. Sein „Gecko-Mobil“ kann sowohl an Land als auch im Wasser fahren und parkt im unteren Segment des Turms. Auch das Mobil kann sich so an seine Umgebung anpassen, dass es quasi unsichtbar wird. Gregs Haustier ist ein Gecko namens Lionel.
PJ Robot
PJ Robot ist ein Roboter, den Romeo ursprünglich dazu geschaffen hat, die PJ Masks auszuspionieren. Er hat sich aber dazu entschieden, dass er lieber ein echter PJ Masks sein möchte und hilft seit Staffel 2 den Masks, indem er ihnen aus dem Hauptquartier bei der Durchführung ihrer Missionen hilft.
Gürtel-Till (Armadylan)
Gürtel-Till sieht aus wie ein Gürteltier und wäre gerne ein Teil des Teams. Durch seine Unerfahrenheit und Naivität löst er aber immer wieder eher Probleme aus und ist deswegen auch immer nur kurzzeitig Mitglied des Teams. Mit seinen Kräften kann er Erdbeben verursachen, er hat Superstärke, kann sich wie ein Ball zusammenrollen und sehr schnell graben.

## Antagonisten
Romeo
Romeo ist der Hauptwidersacher der Masks. Er ist ein verrückter Wissenschaftler und ein Wunderkind, der in seinem fahrenden Labor einige Überraschungen für die Masks bereithält. Sein Ziel ist die Weltherrschaft. Ihm zur Seite stehen jede Menge selbstgebaute Roboter.
Lunagirl
Lunagirl hat funkelnde, silberne Haare. Ihre Hauptwaffen sind ihr Luna-Magnet und ihr Luna-Board, das sie als Transportmittel verwendet. Dazu kommt ein riesiger Mondball, der Gegenstände stehlen und ihre Feinde schlucken kann. Ihr zur Seite steht ein Schwarm Motten. Lunagirl kann aber auch sehr nett sein und gibt oft die Sachen, die sie gestohlen hat, am Ende reumütig zurück. Obwohl sie es sich nicht eingesteht, mag sie die PJ Masks eigentlich recht gern.
Nachtninja (Night Ninja)
Nachtninja und seine Ninjalinos bekämpfen die Masks mit ihren Ninjatricks und „Klebeklatschern“. Diese Ninjalinos können im Gegensatz zu ihm aber nicht richtig sprechen, sondern äußern sich durch Quieklaute. Manchmal halten die Ninjalinos zu den PJ Masks.
Die Wolfskids (Wolfy Kids)
Die Wolfskids sind ein Trio von Werwölfen. Rip, ein Mädchen mit magentafarbenen Haaren, Heuler (Howler), ein Junge mit grauen, stachligen Haaren, und Kevin, ein Junge mit dunklen, zotteligen Haaren. Während die ersten zwei Spaß daran haben, andere zu ärgern und Böses zu tun, möchte Kevin lieber ein guter Wölfie sein.

## Synchronisation
Die deutsche Synchronfassung entstand bei SDI Media Germany. Regie führte Uta Kienemann, die zusammen mit Kai Medinger und Tanja Frank die Dialogbücher schrieb.
| Name          | Originalsprecher           | Deutscher Synchronsprecher    |
| ------------- | -------------------------- | ----------------------------- |
| Connor/Catboy | Jacob Ewaniuk              | Tim Schwarzmaier              |
| Amaya/Eulette | Addison Holley             | Lea Kalbhenn                  |
| Greg/Gecko    | Kyle Breitkopf             | Norman Endres / Mia Durakovic |
| Romeo         | Alex Thorne                | Jaqueline Belle               |
| Nachtninja    | Trek Buccino / Devan Cohen | Maximilian Belle              |
| PJ Robot      | --                         | Benjamin Krause               |

## Episoden
Staffel 1
| Nr. (ges.) | Nr. (St.) | Deutscher Titel                        | Originaltitel                             | Erstausstrahlung USA | Deutschsprachige Erstausstrahlung (D) | Drehbuch                             |
| ---------- | --------- | -------------------------------------- | ----------------------------------------- | -------------------- | ------------------------------------- | ------------------------------------ |
| 1a         | 1a        | Eulette und der verschwundene Zug      | Blame It on the Train, Owlette            | 18. Sep. 2015        | 23. März 2016                         | Sasha Paladino                       |
| 1b         | 1b        | Catboys Wolkenkrise                    | Catboy's Cloudy Crisis                    | 18. Sep. 2015        | 23. März 2016                         | Lisa Akhurst                         |
| 2a         | 2a        | Eulette und die Funkelblitzheldin      | Owlette and the Flash Flip Trip           | 18. Sep. 2015        | 30. März 2016                         | Lisa Akhurst                         |
| 2b         | 2b        | Catboy und der Museumsraub             | Catboy and the Pogo-Dozer                 | 18. Sep. 2015        | 30. März 2016                         | Tom Stevenson                        |
| 3a         | 3a        | Gecko und die Super Ninjalinos         | Gekko and the Super Ninjalinos            | 25. Sep. 2015        | 6. Apr. 2016                          | Simon Nicholson                      |
| 3b         | 3b        | Eulettes Flugsaurierproblem            | Owlette's Terrible Pterodactyl Trouble    | 25. Sep. 2015        | 6. Apr. 2016                          | Gerard Foster                        |
| 4a         | 4a        | Catboy und der Schrumpfer              | Catboy and the Shrinker                   | 2. Okt. 2015         | 13. Apr. 2016                         | Simon Nicholson                      |
| 4b         | 4b        | Eulette und der Mondball               | Owlette and the Moon-Ball                 | 2. Okt. 2015         | 13. Apr. 2016                         | Gerard Foster                        |
| 5a         | 5a        | Catboy und die Schmetterlingstruppe    | Catboy and the Butterfly Brigade          | 9. Okt. 2015         | 20. Apr. 2016                         | Tom Stevenson                        |
| 5b         | 5b        | Eulette gewinnt                        | Owlette the Winner                        | 9. Okt. 2015         | 20. Apr. 2016                         | Ashley Mendoza                       |
| 6a         | 6a        | Geckos Stimme ist weg                  | Speak UP, Gekko!                          | 16. Okt. 2015        | 27. Apr. 2016                         | Ross Hastings                        |
| 6b         | 6b        | Catboy und das gestohlene Schwert      | Catboy and Master Fang's Stolen Sword     | 16. Okt. 2015        | 27. Apr. 2016                         | Sylvie Barro und Kathryn Walton Ward |
| 7a         | 7a        | Catboy gegen Robo-Cat                  | Catboy VS. Robo-Cat                       | 23. Okt. 2015        | 4. Mai 2016                           | Justine Cheynet                      |
| 7b         | 7b        | Eulette und die Verschenk-Eule         | Owlette and the Giving Owl                | 23. Okt. 2015        | 4. Mai 2016                           | Ross Hastings                        |
| 8a         | 8a        | Geckos Geburtstagsparty                | Catboy and the Great Birthday Cake Rescue | 30. Okt. 2015        | 11. Mai 2016                          | Gerard Foster                        |
| 8b         | 8b        | Gecko und der Schlafwandler            | Gekko and the Snore-A-Sauras              | 30. Okt. 2015        | 11. Mai 2016                          | Tom Stevenson                        |
| 9a         | 9a        | Gecko will keine Hilfe                 | Looking After Gekko                       | 6. Nov. 2015         | 8. Aug. 2016                          | Christian De Vita                    |
| 9b         | 9b        | Catboy und der klitzekleine Ninjalino  | Catboy and the Teeny Weeny Ninjalino      | 6. Nov. 2015         | 8. Aug. 2016                          | Tom Stevenson                        |
| 10a        | 10a       | Catboys Konzertkartenproblem           | Catboy's Tricky Ticket                    | 13. Nov. 2015        | 9. Aug. 2016                          | Justine Cheynet                      |
| 10b        | 10b       | Gecko und das verschwundene Geckomobil | Gekko and the Missing Gekko-Mobile        | 13. Nov. 2015        | 10. Aug. 2016                         | Tom Stevenson                        |
| 11a        | 11a       | Catboy und der fliegende Roller        | Catboy's Flying Fiasco                    | 20. Nov. 2015        | 11. Aug. 2016                         | Ashley Mendoza                       |
| 11b        | 11b       | Geckos Superschnupfen                  | Gekko's Stay-at-Home Sneezes              | 20. Nov. 2015        | 12. Aug. 2016                         | Tom Stevenson                        |
| 12a        | 12a       | Gecko rettet Weihnachten               | Gekko Saves Christmas                     | 4. Dez. 2015         | 3. Dez. 2016                          | Justine Cheynet                      |
| 12b        | 12b       | Gecko und die Eisstadt                 | Gekko's Nice Ice Plan                     | 4. Dez. 2015         | 3. Dez. 2016                          | Lisa Arkhurst                        |
| 13a        | 13a       | Tollpatschiger Catboy                  | Clumsy Catboy                             | 11. Dez. 2015        | 16. Aug. 2016                         | Lienne Sawatsky und Dan Williams     |
| 13b        | 13b       | Gecko und das Mondproblem              | Gekko and the Mighty Moon Problem         | 11. Dez. 2015        | 15. Aug. 2016                         | Ashley Mendoza                       |
| 14a        | 14a       | Catboy und Gecko gegen Robetta         | Catboy and Gekko's Robot Rampage          | 22. Jan. 2016        | 17. Aug. 2016                         | Craig Martin                         |
| 14b        | 14b       | Eulettes gefiederter Freund            | Owlette's Feathered Friend                | 22. Jan. 2016        | 18. Aug. 2016                         | Lisa Arkhurst                        |
| 15a        | 15a       | Eulette rettet das Hauptquartier       | Owlette and the Battling Headquarters     | 29. Jan. 2016        | 19. Aug. 2016                         | Dave Dias                            |
| 15b        | 15b       | Gecko und das Chaos im Museum          | Gekko and the Mayhem at the Museum        | 29. Jan. 2016        | 22. Aug. 2016                         | Agnès Slimovici und Isabelle Bottier |
| 16a        | 16a       | Catboy übernimmt die Führung           | Catboy Takes Control                      | 5. Feb. 2016         | 23. Aug. 2016                         | Lisa Akhurst                         |
| 16b        | 16b       | Eulettes Rache                         | Owlette's Two Wrongs                      | 5. Feb. 2016         | 24. Aug. 2016                         | Justine Cheynet                      |
| 17a        | 17a       | Gecko hebt ab                          | Gekko Floats                              | 12. Feb. 2016        | 25. Aug. 2016                         | Stephen Senders                      |
| 17b        | 17b       | Catboys Wunder-Fahrrad                 | Catboy's Two-Wheeled Wonder               | 12. Feb. 2016        | 26. Aug. 2016                         | Lisa Akhurst                         |
| 18a        | 18a       | Catboys großer Auftritt                | Catboy's Great Gig                        | 19. März 2016        | 13. März 2017                         | Lisa Akhurst                         |
| 18b        | 18b       | Eulette und der neue Move              | Owlette's New Move                        | 19. März 2016        | 14. März 2017                         | Andrew Healey                        |
| 19a        | 19a       | Eulette im Überschall-Modus            | Supersonic Owlette                        | 1. Apr. 2016         | 15. März 2017                         | Sylvie Barro und Kathryn Walton Ward |
| 19b        | 19b       | Catboy und das Klebeklatscher-Katapult | Catboy and the Sticky Splat Slingshot     | 1. Apr. 2016         | 16. März 2017                         | Ashley Mendoza                       |
| 20a        | 20a       | Eulette, die Einzigartige              | Owlette of a Kind                         | 22. Apr. 2016        | 17. März 2017                         | Amy Benham                           |
| 20b        | 20b       | Catboy und die Trommel                 | Beat the Drum, Catboy                     | 22. Apr. 2016        | 19. Apr. 2017                         | Tom Stevenson                        |
| 21a        | 21a       | Catboy mal vier                        | Catboy Squared                            | 24. Juni 2016        | 31. Mai 2017                          | Justine Cheynet                      |
| 21b        | 21b       | Geckos Superspürsinn                   | Gekko's Super Gekko Sense                 | 24. Juni 2016        | 7. Juni 2017                          | Justine Cheynet                      |
| 22a        | 22a       | Eulette und Euletten                   | Owlette and the Owletteenies              | 15. Juli 2016        | 14. Juni 2017                         | Rachel Murrell                       |
| 22b        | 22b       | Pass auf, Gecko!                       | Gekko's Blame Campaign                    | 15. Juli 2016        | 21. Juni 2017                         | Tom Stevenson                        |
| 23a        | 23a       | Eulette und Mond Blume                 | Owlette and the Moonflower                | 19. Aug. 2016        | 16. Okt. 2017                         | Gerald Foster                        |
| 23b        | 23b       | Zeitlupen-Gecko                        | Slowpoke Gekko                            | 19. Aug. 2016        | 17. Okt. 2017                         | Andrew Healey                        |
| 24a        | 24a       | Catboy und Mondkuppel                  | Catboy and the Lunar Dome                 | 21. Okt. 2016        | 19. Okt. 2017                         | Justine Cheynet                      |
| 24b        | 24b       | Gecko und der allmächtige Stein        | Gekko and the Rock of All Power           | 21. Okt. 2016        | 20. Okt. 2017                         | Ashley Mendoza                       |
| 25a        | 25a       | Riesen-Gecko                           | Super-Sized Gekko                         | 2. Dez. 2016         | 18. Okt. 2017                         | Jonah Stroh                          |
| 25b        | 25b       | Eulette, die Meisterpilotin            | Take to the Skies, Owlette                | 2. Dez. 2016         | 22. Nov. 2017                         | Lisa Akhurst                         |
| 26a        | 26a       | Nur Geduld, Catboy!                    | Slow Down Catboy                          | 17. Feb. 2017        | 29. Nov. 2017                         | Sylvie Barro und Kathryn Walton Ward |
| 26b        | 26b       | Geckos Spezialstein                    | Gekko's Special Rock                      | 17. Feb. 2017        | 6. Dez. 2017                          | Justine Cheynet                      |